# Научная библиотека Радклифа
Научная библиотека Радклифа (RSL) — основная учебная и исследовательская научная библиотека Оксфордского университета в Оксфорде, Англия. Будучи официально частью Бодлианской библиотеки, библиотека содержит обязательный экземпляр научных изданий и, таким образом, имеет право получить копию всех британских научных публикаций.
В декабре 2018 года было объявлено, что это помещение будет использовано в качестве основы для нового нежилого аспирантского колледжа Университета — Колледж Рубена. Библиотека закрыта на ремонт в декабре 2019 года и открылась летом 2021 года.
Научная библиотека Радклифа в настоящее время временно предоставляет услуги  в Библиотеке Вера Хармсворта в Американском институте Ротермира  .

## История
Научные книги, хранящиеся в Научной библиотеке Радклифа, были переданы в Музей естественной истории Оксфордского университета в 1861 году. На участке рядом с музеем (на углу  Паркс-роуд и Саус-Паркс-роуд) в 1901 году открылось новое здание библиотеки — Библиотека Радклифа. Как и ряд других зданий в Оксфорде, библиотека была названа в честь Джона Радклифа, крупного благотворителя университета.
В 1927 году библиотека потеряла свою независимость, с целью более эффективного финансового управления она становится частью Бодлианской библиотеки. Библиотека получила своё нынешнее название, Научная библиотека Радклифа, и получила право в качестве библиотеки обязательного экземпляра для получения копий всех новых британских научных публикаций.
В библиотеке есть двери с рельефной резьбой по дереву, выполненной   Доном Поттером, когда он учился у скульптора Эрика Гилла.
После постройки подвала в 1970-х годах часть здания была использована для создания библиотеки Гука, (отдельной) научной библиотеки для студентов, которая была названа в честь Роберта Гука, ученого, работавшего в Оксфорде. Библиотека Гука разместила свою коллекцию на первом этаже  Abbot’s Kitchen , которая изначально была частью университетского музея,. Область, в которой размещалась коллекция библиотеки Гука, стала частью Научной библиотеки Радклифа, а первый этаж Abbot’s Kitchen был преобразован в зону отдыха и тренировочную комнату.
До 2007 года библиотека была справочной, а не выдавала книги читателям .
В течение 2007 года здание и коллекция библиотеки Гука были интегрированы в коллекцию Научной библиотеки Радклифа.

## Здание
Здание Научной библиотеке Радклифа состоит из трёх пространств. Пространства были спроектированы в связи с необходимостью расширения библиотеки:
1. Крыло Джексона , параллельное Саус-Паркс-роуд[англ.] , внесено в список  2-й степени[англ.] 2-й степени. Спроектированное сэром Томасом  Грэмом  Джексоном[англ.]  , оно открылось в 1901 году. В этом крыле в настоящее время размещаются части библиотеки и ранее размещалась часть библиотеки Гука ,на лестнице, в её восточном конце. Оно имеет 3 этажа, все надземные, с двумя читальными залами и административными офисами.
2. Крыло Уортингтона , параллельное  Паркс-роуд[англ.] , было спроектировано как расширение крыла Джексона в 1934 году Хубертом Уортингтоном[англ.]  . Крыло расположено к северу от западной части крыла Джексона и содержит два читальных зала на первом и втором этажах и вестибюль библиотеки на первом этаже.
3. Зал Ланкестера и Главное книгохранилище , двухэтажная пристройка под лужайкой музея, построенные в 1972-1975 годах. Зал Ланкестера — большой читальный зал библиотеки, в которой хранится собрание книг. Книгохранилище содержит дополнительное хранилище для библиотечных материалов — читатели не имеют прямого доступа к нему, но могут запрашивать единицы хранения из него.

## Галерея

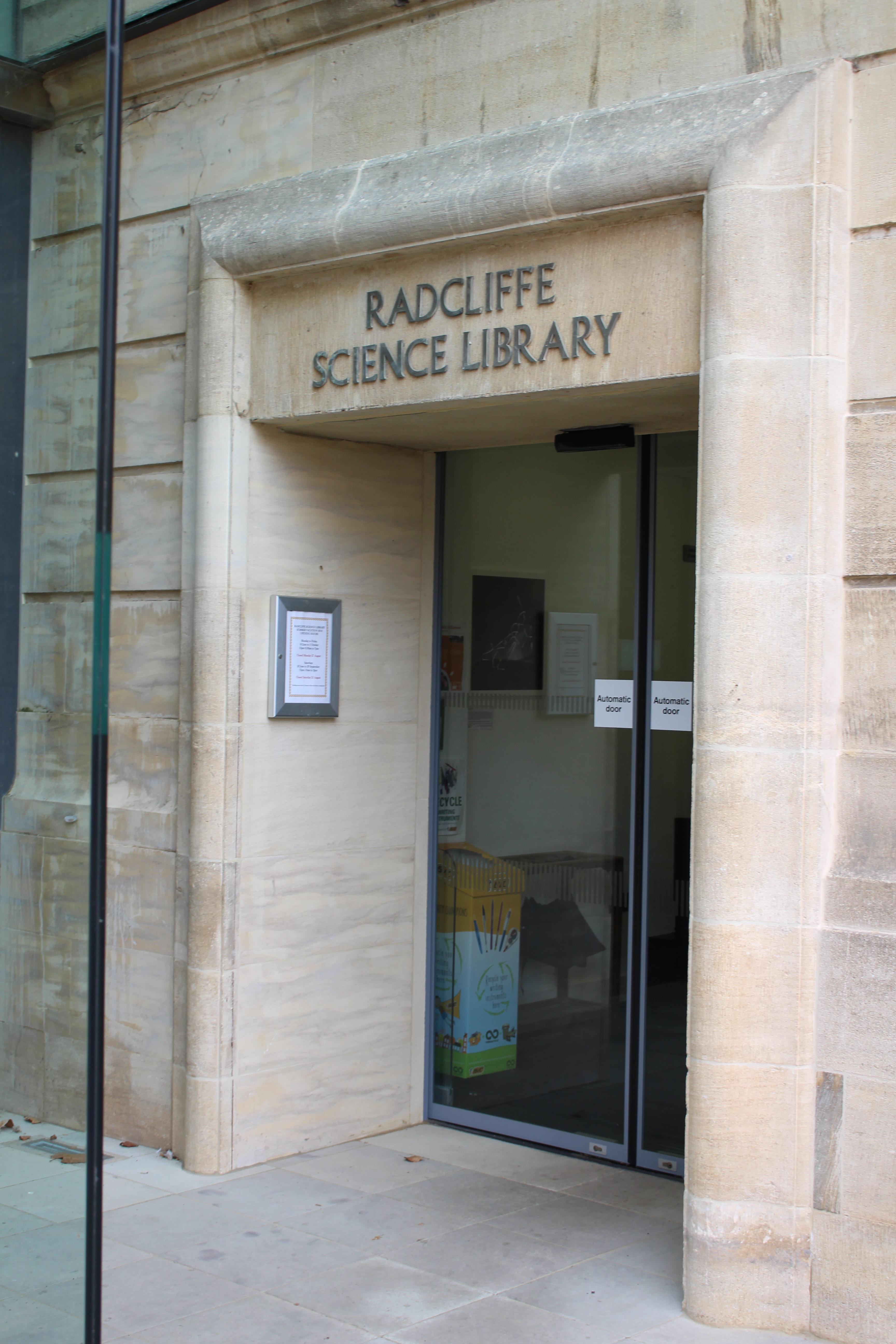
Вход
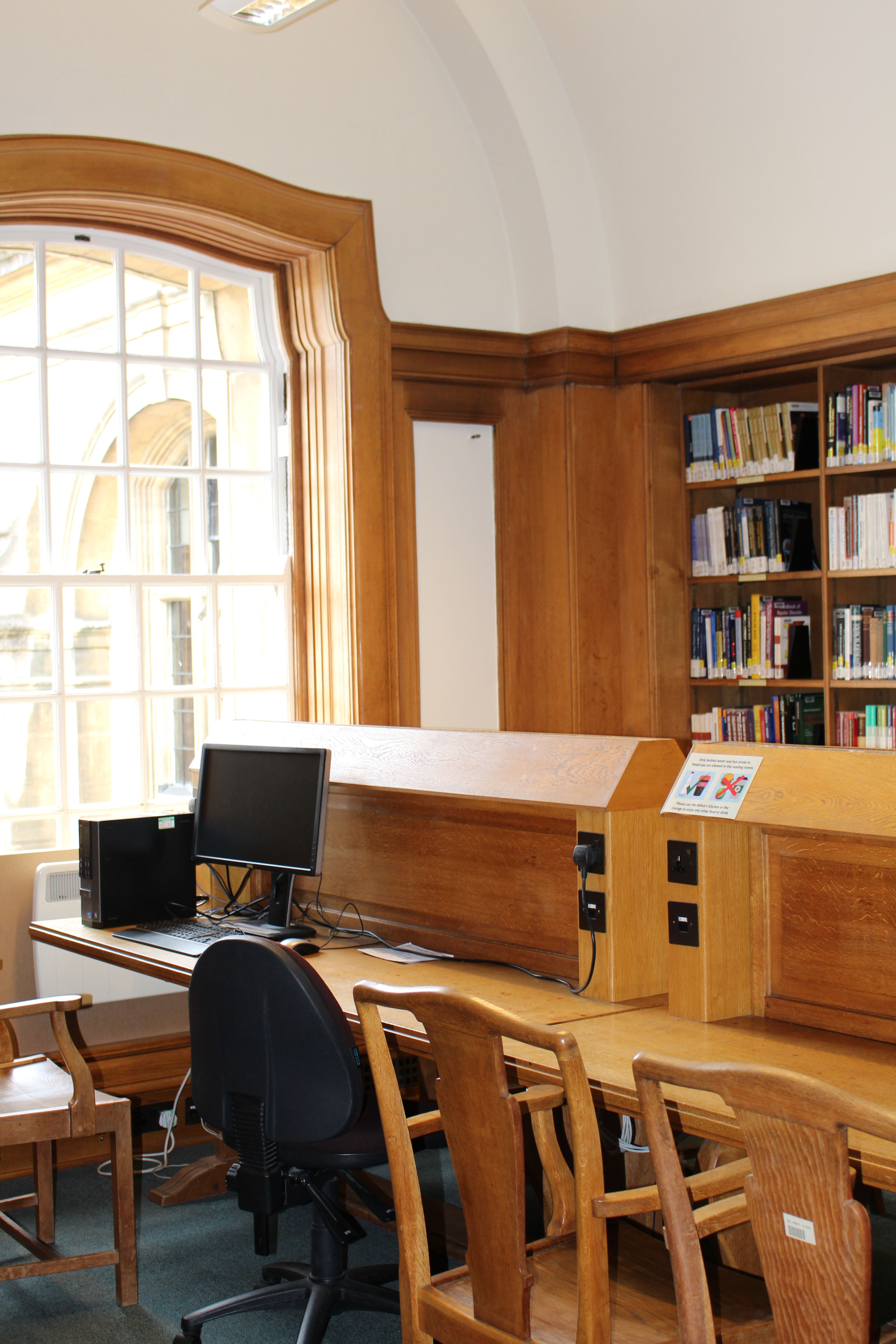
Стол в крыле Worthington
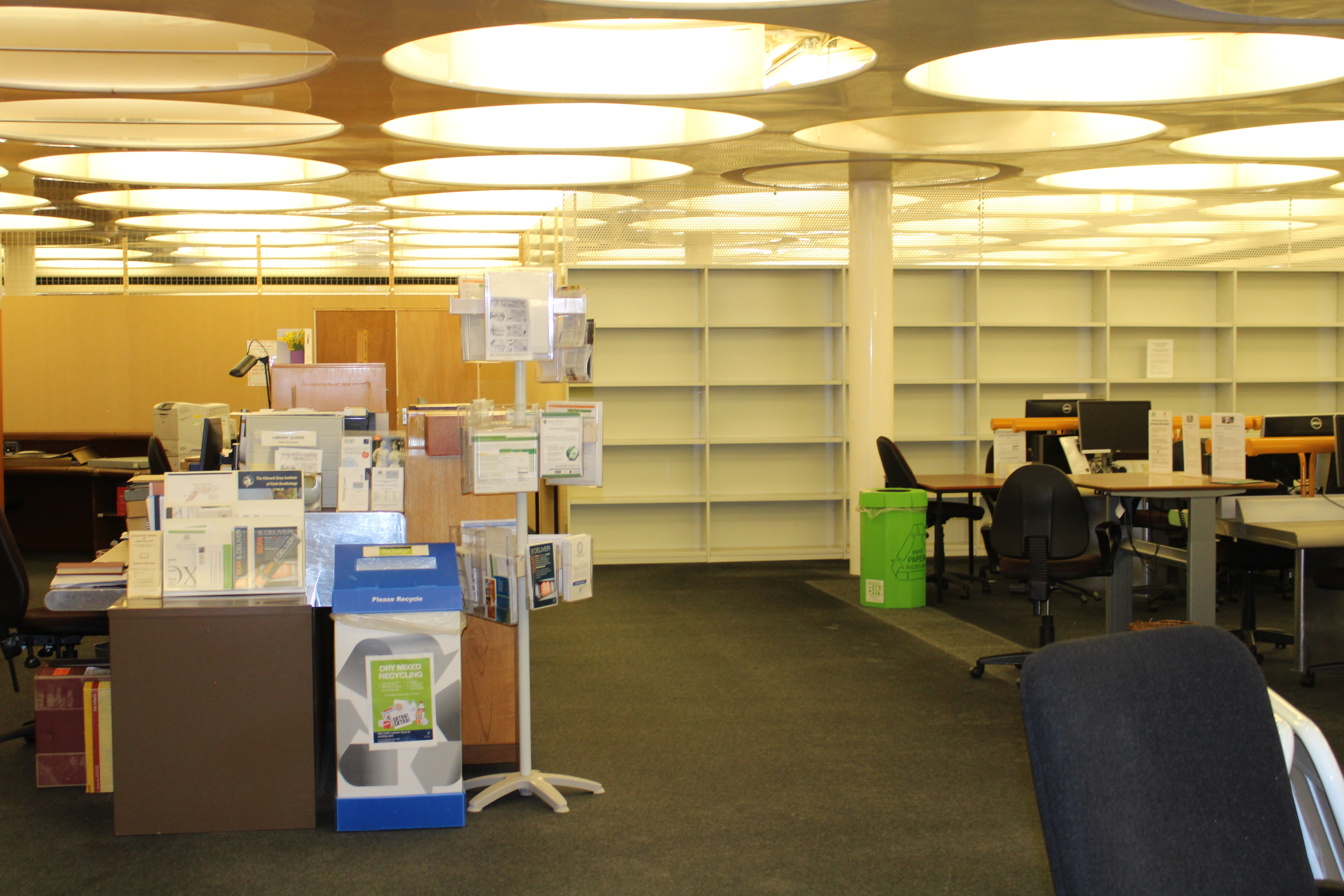
Александровская библиотека орнотологии, около 2018 г.
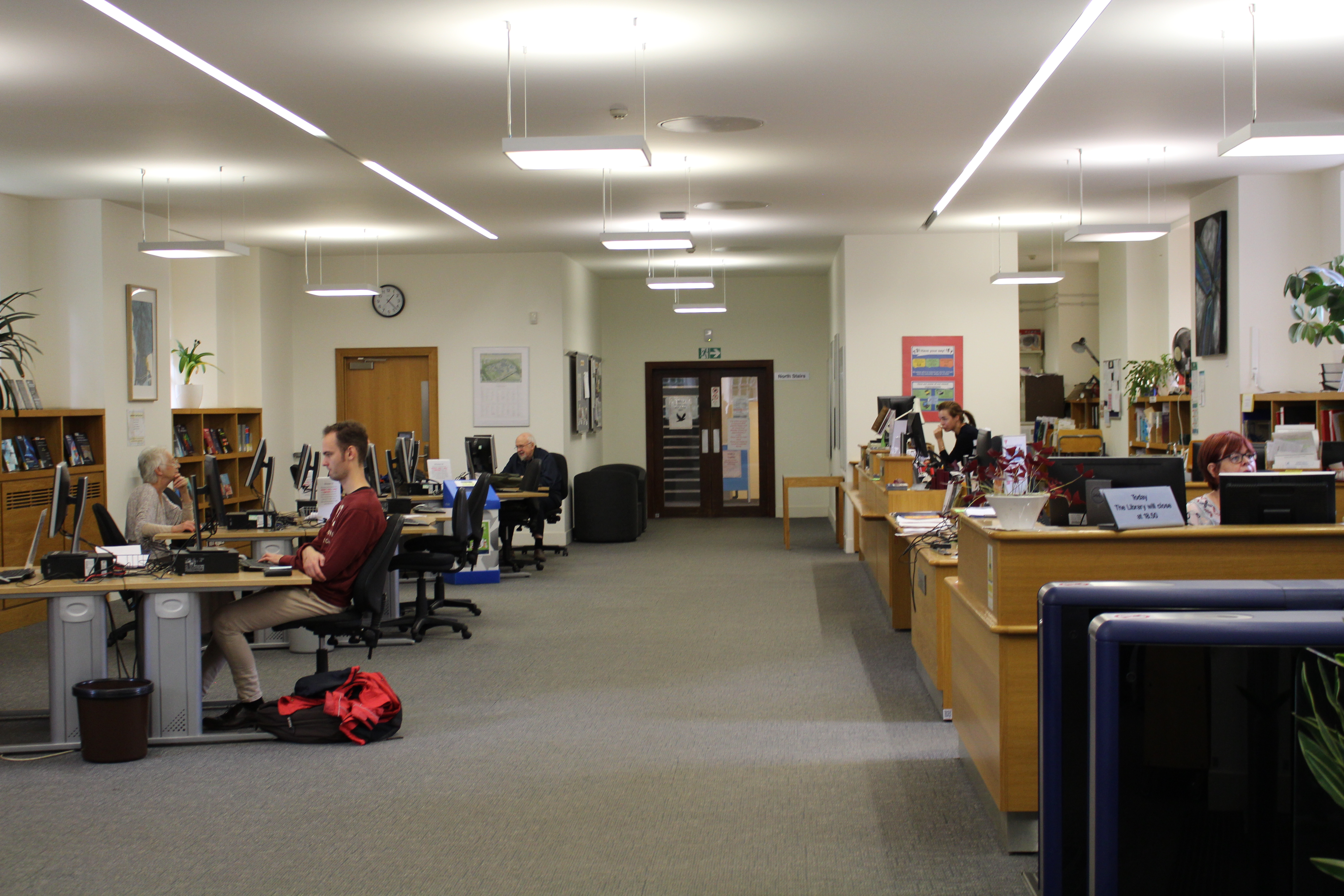
Интерьер первого этажа
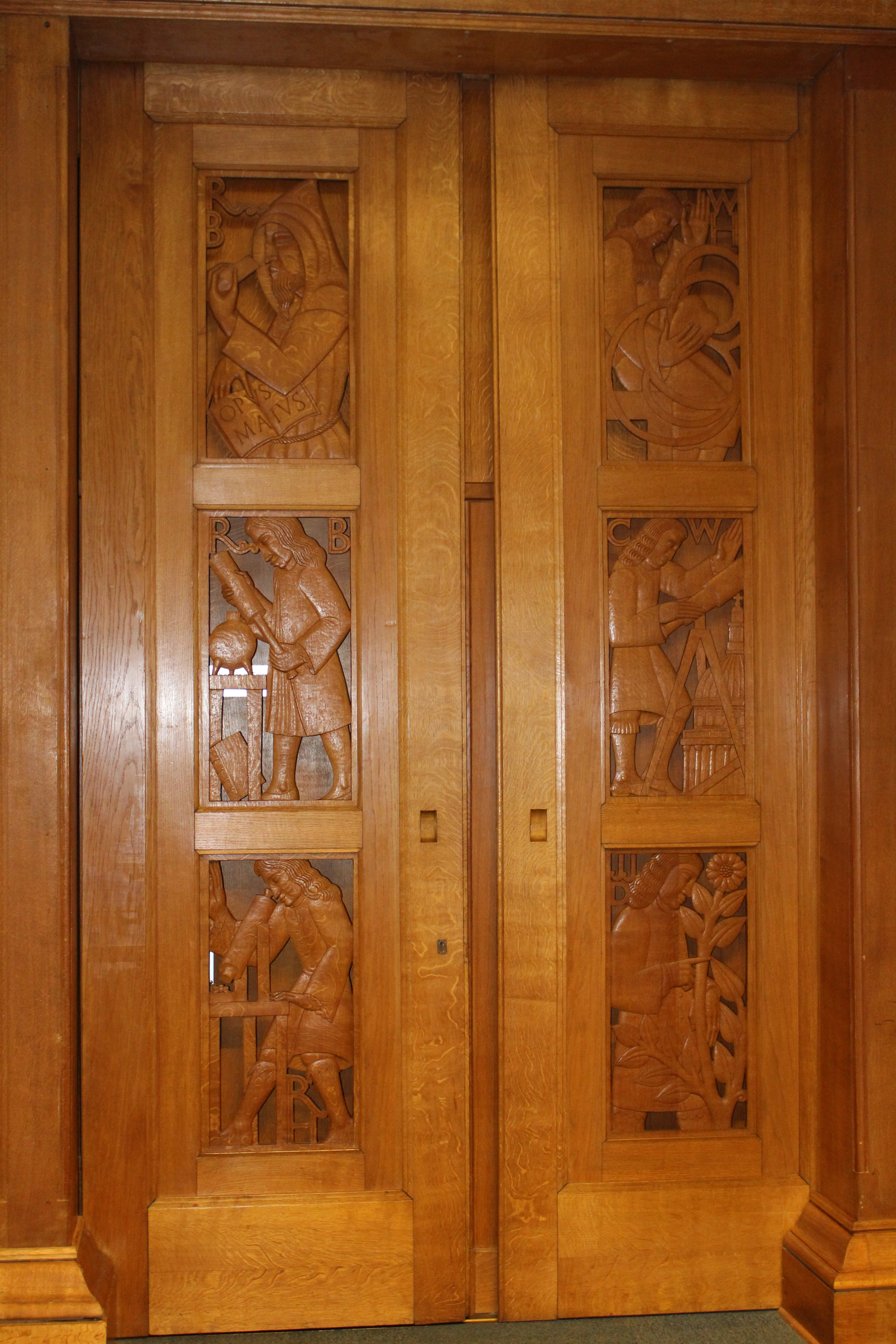
Дверь в комнату раритета, вырезанная по проекту Эрика Гилла в 1935 году. На каждой панели изображен известный ученый.

## Примечание
1. ↑  http://www.bodleian.ox.ac.uk/science
2. ↑  Oxford unveils plans for new graduate college. University of Oxford (7 декабря 2018). Дата обращения: 7 декабря 2018. Архивировано 9 декабря 2018 года.
3. ↑  RSL Refurbishment Update: 27.11.19. Bodleian Library (27 ноября 2019). Дата обращения: 22 февраля 2020. Архивировано 22 февраля 2020 года.
4. ↑  University Museum of Natural History (PDF). Oua.ox.ac.uk. Дата обращения: 27 августа 2015. Архивировано 4 марта 2016 года.
5. 1 2  Radcliffe Science Library | RSL History. Bodleian.ox.ac.uk. Дата обращения: 27 августа 2015. Архивировано 18 августа 2015 года.
6. ↑  Radcliffe Science Library: Door. Inside Oxford Libraries. WordPress (26 ноября 2012). Дата обращения: 1 февраля 2016. Архивировано 10 марта 2016 года.
7. ↑  MacCarthy, Fiona (8 июня 2004). Obituary: Donald Potter. The Guardian. UK. Архивировано 5 февраля 2016. Дата обращения: 25 августа 2009.
8. ↑  Radcliffe Science Library - RSL and Hooke building works 2007. Web.archive.org. Дата обращения: 27 августа 2015. Архивировано из оригинала 17 января 2007 года.